# Jimmy Wade
James F. „Jimmy“ Wade (geb. um 1895; gest. 1957) war ein US-amerikanischer Trompeter und Bandleader des Chicago-Jazz.

## Leben und Wirken
Wade begann ab 1916 im Raum Chicago mit eigenen Gruppen aufzutreten. Er tourte auch in Kalifornien und Seattle mit Lucille Hegamins Blue Flame Syncopators und zog dann mit ihr nach New York City, wo sie zusammen bis 1922 auftraten. Nach seiner Rückkehr nach Chicago spielte er bei Doc Cooke, danach gründete er erneut eine eigene Band, die Jimmy Wade’s Syncopators, in der von 1924 bis 1927 Eddie South spielte; weitere bekannte Mitglieder waren Stump Evans, Punch Miller und Alex Hill, die an Aufnahmen der Band 1928 für Vocalion mitwirkten („Gate Blues“), sowie Darnell Howard. Nach Ansicht von Brian Rust war Wade Mitte der 1920er Jahre eine prominente Figur in der Chicagoer Musikunterhaltungsszene; er fungierte auch als musikalischer Direktor des dortigen Moulin Rouge-Kabaretts. Anfang 1927 hatte er ein Engagement im Club Alabam in Harlem. Wade war die meiste Zeit seiner Karriere als Bandleader tätig.